# Vitalij Denisov
Vitalij Gennadievich Denisov (Tashkent, 23 de fevereiro de 1987) é um futebolista profissional usbeque que atua como meia. Atualmente defende o Krylya Sovetov.

## Carreira
Vitalij Denisov representou a Seleção Usbeque de Futebol na Copa da Ásia de 2007 e 2012.

## Títulos
Lokomotiv Moskva
- Copa da Rússia: 2016–17
- Campeonato Russo: 2017–18